# Richard Bach

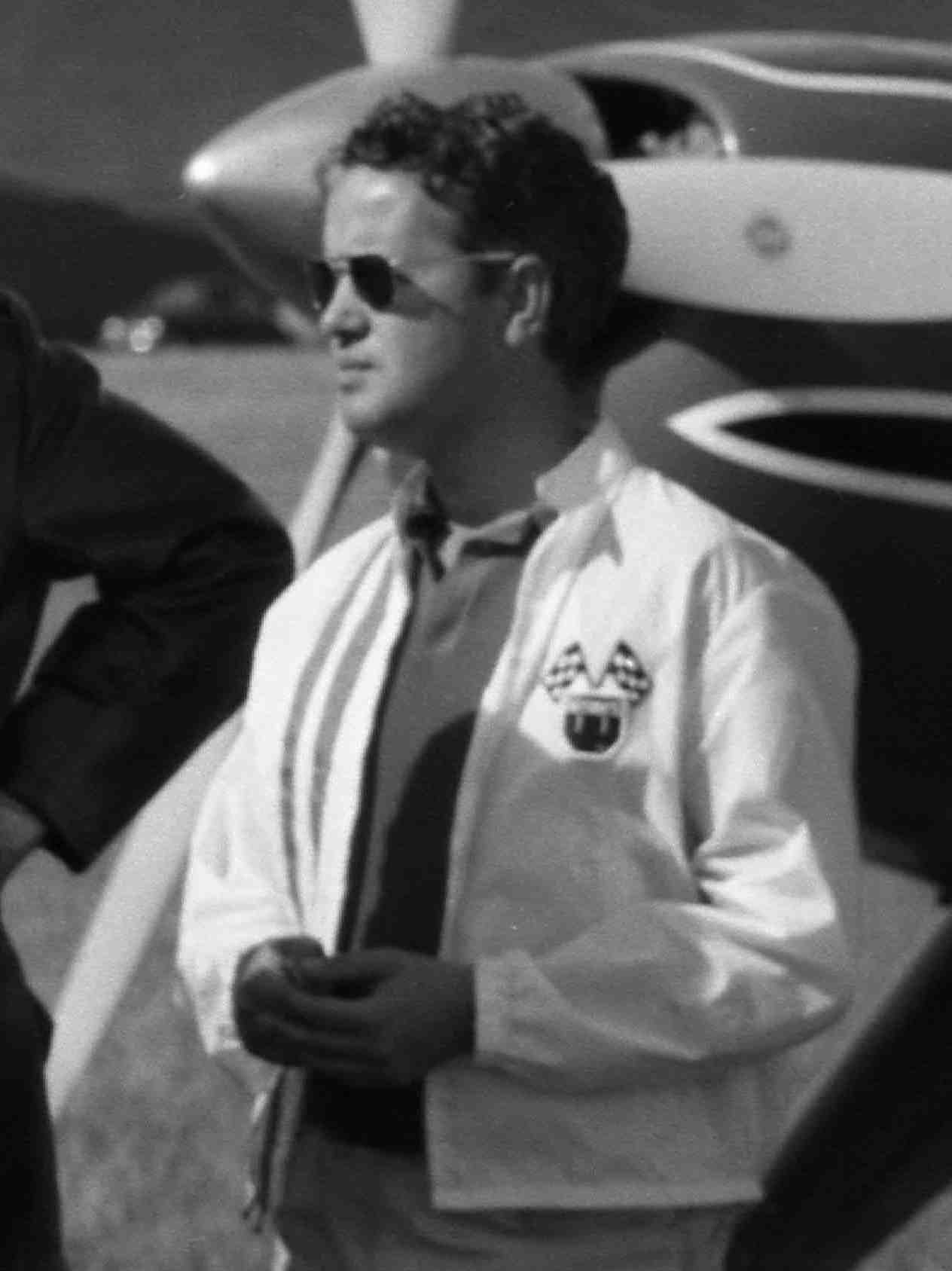
Richard Bach (1970)

Richard David Bach (Oak Park, Illinois, 23 juni 1936), is een Amerikaans schrijver die zowel fictie als non-fictie op zijn repertoire heeft staan. 

## Biografie
Bach groeide op in Oak Park en vertrok in 1955 naar Long Beach (Californië) waar hij aan de California State University studeerde. Na zijn studietijd was hij piloot bij de Amerikaanse luchtmacht en bleek vliegen zijn grote passie tijdens zijn werk als vlieginstructeur en stuntpiloot (barnstormer). Het concept van vliegen speelt een belangrijke rol in zijn werken: als – semiautobiografisch – decor voor het verhaal én als metafoor om Bachs filosofie van vrijheid over te brengen.
Zijn doorbraak als schrijver vond plaats in 1970 met Jonathan Livingston Seagull (Jonathan Livingston Zeemeeuw). De fabel van een zeemeeuw die vliegen niet meer als functioneel (middel) maar als intrinsiek (levensdoel) gaat beschouwen, hierdoor verstoten wordt, maar in zijn perfectionering van het vliegen uiteindelijk een "hoger zijn" weet te bereiken. Het boek werd een bestseller in de Verenigde Staten en later ook in Europa. Zijn tweede grote werk was Illusies: De avonturen van een onwillige messias (Illusions: The Adventures of a Reluctant Messiah) (1977). Centrale figuur in dit boek is Donald Shimoda, een weigerachtige messias die barnstormer is geworden. Weigerachtig omdat de mens(heid) alleen gericht is op de symboliek van een messiasfiguur en niet de werkelijke boodschap begrijpt en het goddelijke in zichzelf (h)erkent. Frappant dat dit verhaal sterke overeenkomsten vertoont met het boek Onder de Sterren der Woestijn (Round the Bend) van Nevil Shute. Andere bekende titels zijn The Bridge across Forever (1984) en Een (One) (1988), al hebben deze en latere werken niet meer een vergelijkbare impact gehad. In 2004 is nog the Messiah Handbook: Reminders for the Advanced Soul gepubliceerd, het handboek dat in Illusies een belangrijke rol speelde. In 2009 verscheen Maria onder hypnose (Hypnotizing Maria), waarin Bach verder borduurt op zijn gedachte dat we ons sterk laten beïnvloeden door illusies. Zijn hoofdpersoon daarin koopt zelfs de biografie van Shute, Slide Rule in en tweedehandsboekwinkel. (Zouden vliegeniers toch een bredere kijk op aardse zaken ontwikkelen?)
Bachs werk kan in algemene zin als New Age gecategoriseerd worden. Daar New Age meerdere spirituele en pseudospirituele stromingen herbergt, is het van belang te wijzen op de overeenkomsten in zijn gedachtegoed met Oosterse filosofie maar ook met het gnosticisme. Zijn werk bevat consistente elementen die samengevat op het volgende neerkomen. De ware natuur van de mens wordt niet begrensd door ruimte en tijd. De mens is een uitdrukking van het zijn. De mens is non-dualistisch; geen dichotomie van bijvoorbeeld lichaam en geest. Elke gebeurtenis in een mensenleven is ervaring, een leermoment die dat leven kan verbeteren en zelfs verrijken als de mens bereid is te leren. Voltooiing van het proces van ervaren/leren in het waarneembare universum, gedurende meerdere levens, is het bereiken van volmaaktheid.
Het lijkt er sterk op dat Bachs denkbeelden berusten op Een cursus in wonderen en de nadere uitwerking, die hiervan wordt gegeven door Gary R. Renard in Onsterfelijke werkelijkheid en Verdwijning van het universum. 
Ook bezocht hij verscheidene malen Jane Roberts, het medium dat een twintigtal boeken doorkreeg van "Seth". In een van de Sethboeken, wordt het volgende vermeld: "Dick (Richard) Bach voelde dat hij Seagull niet echt zelf geschreven had. Hoe het boek tot stand kwam is nu door velen geweten: Op een late avond wandelde Dick naast een kanaal bij een strand aan de westkust toen hij een stem hoorde zeggen 'Jonathan Livingston Seagull'. Er was niemand in de buurt. Hij was verwonderd. Hij was dat nog meer toen, op zijn weg terug naar huis, de stem beelden initieerde die hem het grootste deel van het boek doorgaf in driedimensionale vorm. Toen hield het op. Dick trachtte daarna zelf het manuscript zonder succes te voltooien. Er gebeurde niets meer tot acht jaar later op een dag, toen hij bij het wakker worden de stem terug hoorde met de rest van het boek. Wie schreef het? Dick beweerde dat hij niet de auteur was. Hij kwam het Sethmateriaal tegen, zag gelijkenissen tussen Jane en zijn ervaring, en kwam naar hier om te zien of Seth het fenomeen kon verklaren. Er zijn natuurlijk punten van overeenkomst, alleen krijgt Jane niet alleen een stem door maar een hele persoonlijkheid, Seth, die dan boeken dicteert terwijl zij in een andere bewustzijnsstaat is. Dus zij en Dick waren erg geïnteresseerd, in wat Seth zou zeggen."
Wat verder:

Rob (de man van Jane die alles noteerde): Hier zijn enkele bijna letterlijke citaten van de informatie die Seth aan Dick gaf toen Seth zich manifesteerde op de avond van 27 september 1972: "Informatie bestaat niet op zichzelf. Het is verbonden met het bewustzijn van iedereen die het begrijpt, het ontvangt of het creëert. Er zijn geen registraties van objectieve, altijd beschikbare databanken van informatie die je kan raadplegen. Integendeel, het bewustzijn dat de informatie had, of heeft, of zal hebben trekt de informatie aan als een magneet ... De informatie zelf wilt naar het bewustzijn gaan. het is niet dood of inert. Het is niet iets dat je zo maar kunt grijpen maar wel iets dat gegrepen wilt worden, en het wordt aangetrokken door zij die er naar zoeken."

"Jouw bewustzijn trekt het bewustzijn aan dat reeds met het materiaal verbonden is. Dit is een van mijn presentjes voor vanavond! Informatie wordt dan nieuw en herboren terwijl het geïnterpreteerd wordt door een nieuw bewustzijn, zoals bij Seagull."
"Het innerlijke deel van je wezen, gebruikt die capaciteiten die je reeds bezat, interpreteert de informatie door de caleidoscoop van je eigen wezen, gebruik makend van de beste delen van je producerende zelf, met als gevolg een schitterende waarheid in nieuwe kleren die niemand anders dan jijzelf had kunnen creëren. Nu zeg ik je: Als je het auteurschap van Seagull aan een ander toekent, dan ontken je het unieke van je eigen innerlijk zelf."

"De waarheid kwam door jou en werd jou gegeven, maar de oorspronkelijkheid en het unieke kwam van je eigen innerlijk wezen, dan nu misschien van je bewuste zelf gescheiden is, waardoor het lijkt of de twee delen naast elkaar bestaan."
"Andere zaken waren er ook bij betrokken – niet alleen de geboorde van een boek maar de verschijning of doorkomen van het innerlijk zelf, door kunst, in het fysische universum. Nu, een deel van de focus en de kracht komt van die twee vogels, en de intensiteit achter hen is ook de reden waarom de geboorte van het boek de wereld zo aansprak. Deze twee dingen zijn vermengd in het boek. Jij bent op zoek naar de schrijver van Seagull, en ik zeg je dat ik naar hem kijk. Hij heeft misschien niet het gezicht dat je in de spiegel ziet, eenvoudig omdat je in een spiegel je ware identiteit niet kunt zien. Maar ik zie alles dat visueel is van de auteur van Seagull, en jij zou hem het best van allen moeten kennen. En ik zal je vertellen doorheen de jaren hoe je hem beter kunt leren kennen, en er meer mee kunt gaan spreken.
Een speciale persoonlijke noot met betrekking tot Richard Bach is dat hij beweert af te stammen van Johann Sebastian Bach, de vermaarde Duitse componist.